# علم السعودية
علم المملكة العربية السعودية، يُعد العلم أو الشعار في السعودية رمزًا للحاكم وللدولة، وللرمز دلالة واحدة ومعنى محدد يستوعبه الجميع ويتفق على معرفة دلالته الوطنية والدينية، وعُرف العلم السعودي بأنه مستطيل الشكل، عرضه يساوي ثلثي طوله، ولونه أخضر، ممتداً من السارية إلى نهاية العلم تتوسطه الشهادتان (لا إله إلا الله محمد رسول الله) مكتوبة بخط الثُلُث العربي و سيف عربي سعودي مسلول تحتهما موازٍ لهما، تتجه قبضته إلى القسم الأدنى من العلم، وترسم الشهادتين والسيف باللون الأبيض، ويدل السيف على الصرامة في تطبيق العدل، بينما تدل الشهادة على الحكم بالشريعة الإسلامية للدولة. وجاء ذلك متوارثاً من الراية التي كان يحملها أئمة الدولة السعودية الأولى حين نشرهم للدعوة وتوسيع مناطق نفوذهم ، حيث كانت الراية آنذاك خضراء مشغولة من الخز (النسيج) والإبريسم (أجود أنواع الحرير) مكتوب عليها لا إله إلا الله، والعلم السعودي اليوم هو نفس الراية والبيرق الذي كان يحمله جند الدولتين السعودية الأولى والثانية منذ نشأتها.

## خصوصية العلم

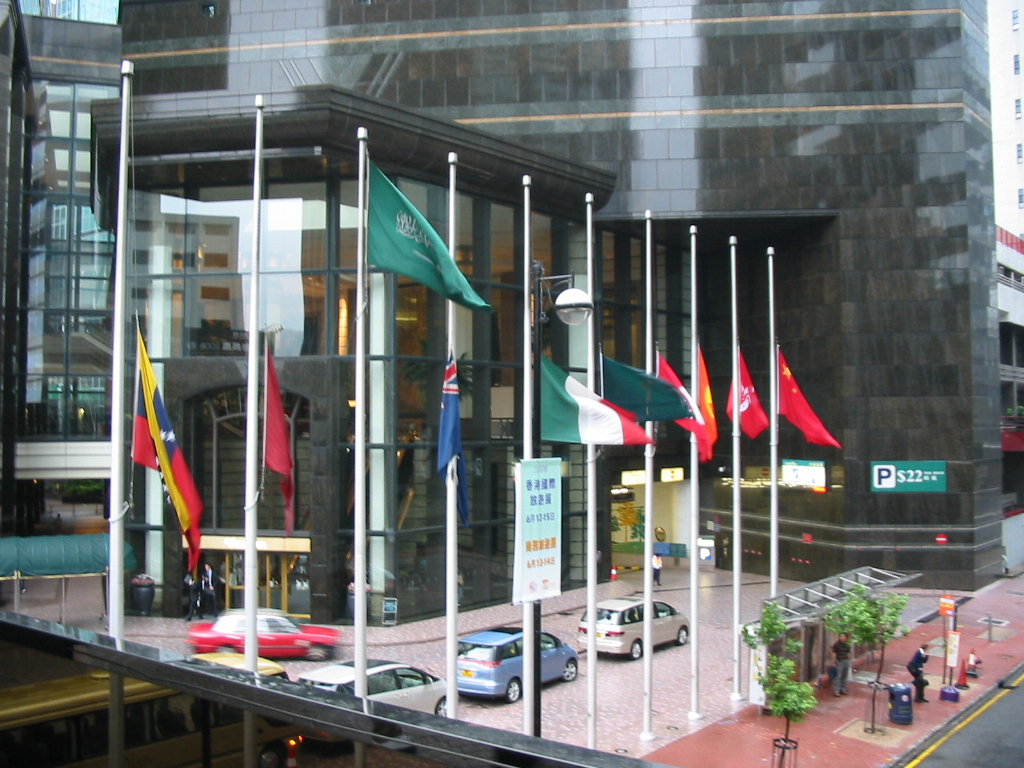
تنكيس الأعلام بسبب زلزال باستثناء علم السعودية

يعتبر العلم السعودي هو العلم الوحيد الذي لا يتم تنكيسه أو إنزاله إلى نصف السارية في حالات الحداد أو الكوارث والأحداث الكبيرة التي تعبر عن موقف الدولة والمراسم الدولية. كما أنه يحظر ملامسته للأرض والماء النجس والدخول به لأماكن غير طاهرة أو الجلوس عليه، وذلك لما يحمله العلم من دلالة دينية تعتز بالدين بالإسلامي بإضافة كلمة التوحيد الإسلامية، بالإضافة إلى السيف العربي الذي يرمز إلى الوطنية.
تشترك ثلاثة دول مع السعودية في حظر العلم الأفقي وهي باكستان، البرازيل وسريلانكا إضافة إلى المملكة العربية السعودية.

## الاستخدام

العلم السعودي عموديا

بسبب الشهادةِ أيضاً، فإن العلم ممنوع من الاستخدام على القمصان، كما أن المسؤولين الرياضيين بالبلد أصدروا شعاراً يستعاض به عن العلم الرسمي بين الجماهير في المناسبات الرياضية. وقد اعترضت السعودية على خطط كانت تعتزم أن يقوم بها الإتحاد الدولي لكرة القدم، الجلوس على الأعلام للدول المشاركة في كأس العالم 2002 من قبل المشاهدين. تصريحات رسمية سعودية أفادت بأن الإساءة للعلم السعودي غير مقبولة تماماً. على نحو مماثل، محاولات بواسطة الجيش الأمريكي للفوز بتأييد الأطفال في أفغانستان بواسطة نشر زيَّن لكرة القدم مع الأعلام مُتضمِّنتاً علم السعودية، وقد أثبتت الحكومة السعودية هذا الخبر .

## يوم العلم
يوم العلم هو مناسبة وطنية تحتفل بها السعودية بالعلم السعودي، إذ جاء الأمر الملكي في عام 2023، بأن يكون يوم 11 مارس من كل عام يومًا خاصًا بالعلم.
واختير يوم 11 مارس يوماً للعلم السعودي وهو اليوم الذي أقر فيه الملك عبد العزيز آل سعود العلم السعودي بشكله الذي نراه اليوم ويوافق 27 ذي الحجة 1355هـ / 11 مارس 1937م. كما يشير العلم السعودي إلى التوحيد والعدل والقوة والنماء والرخاء.

## أعلام تاريخية

علم الخلافة الراشدة (العقاب) 632 - 661
علم الدولة الأموية 661-750
علم الدولة العباسية (ابقت الدول اللاحقة على الخلفاء العباسيين حتى دخول العثمانيين مصر) 750-1517
علم الدولة الفاطمية(استطاع الفاطميون من مد نفوذهم على الأراضي في الحجاز) 969-1174
علم الدولة الأيوبية (التي ضمت الحجاز لها) 1174-1250
استخدم هذا العلم من قبل سلطنة المماليك (التي ورثت الحجاز عن الأيوبيين) 1250-1517
علم الدولة العثمانية (التي ضمت الحجاز لها بعد الانتصار على المماليك في معركة مرج دابق) 1517-1924
علم الدولة السعودية الأولى إمارة الدرعية 1744-1818
علم الدولة السعودية الثانية إمارة نجد 1818-1891
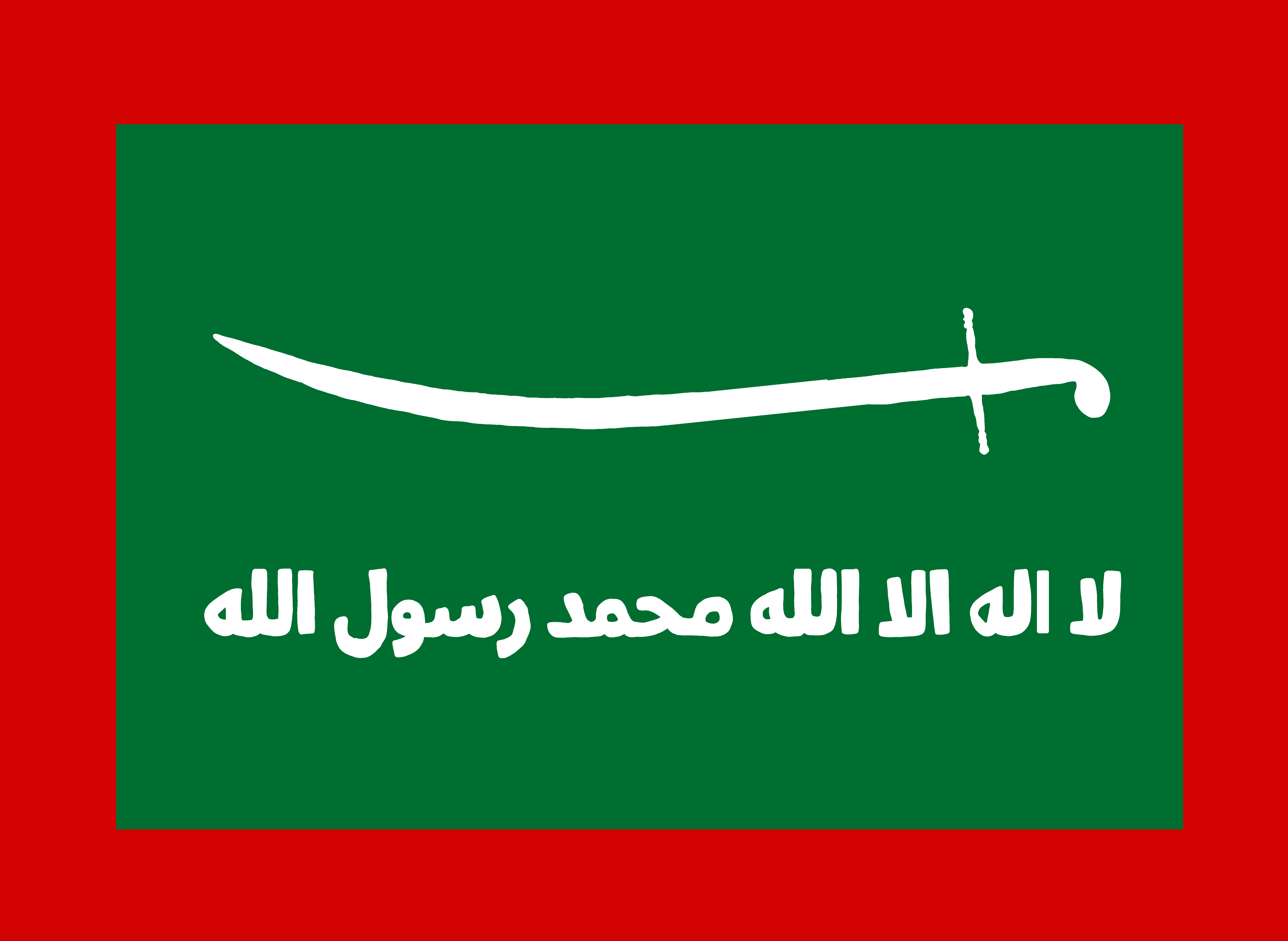
علم إمارة حائل، 1835-1920
علم الدولة السعودية الثالثة إمارة الرياض 1902-1913
علم مشيخة عسير العليا 1906-1930
علم إمارة جازان الإدريسية 1906-1930
علم الدولة السعودية الثالثة إمارة نجد والأحساء 1913-1921
علم الحجاز المؤقت، 1916-1917
علم الحجاز من 1917-1920 وعلم الثورة العربية
علم الحجاز 1920-1923
علم إمارة حائل، 1920-1921
علم الدولة السعودية الثالثة سلطنة نجد 1921-1926
علم الدولة السعودية الثالثة مملكة الحجاز ونجد وملحقاتها 1926-1932

### أعلام القبائل العربية

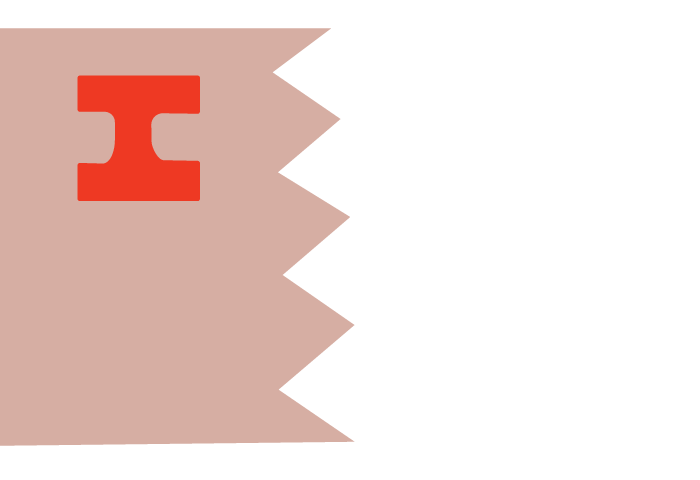
راية بني سعد بن زيد مناة من بني تميم في معركة صفين.
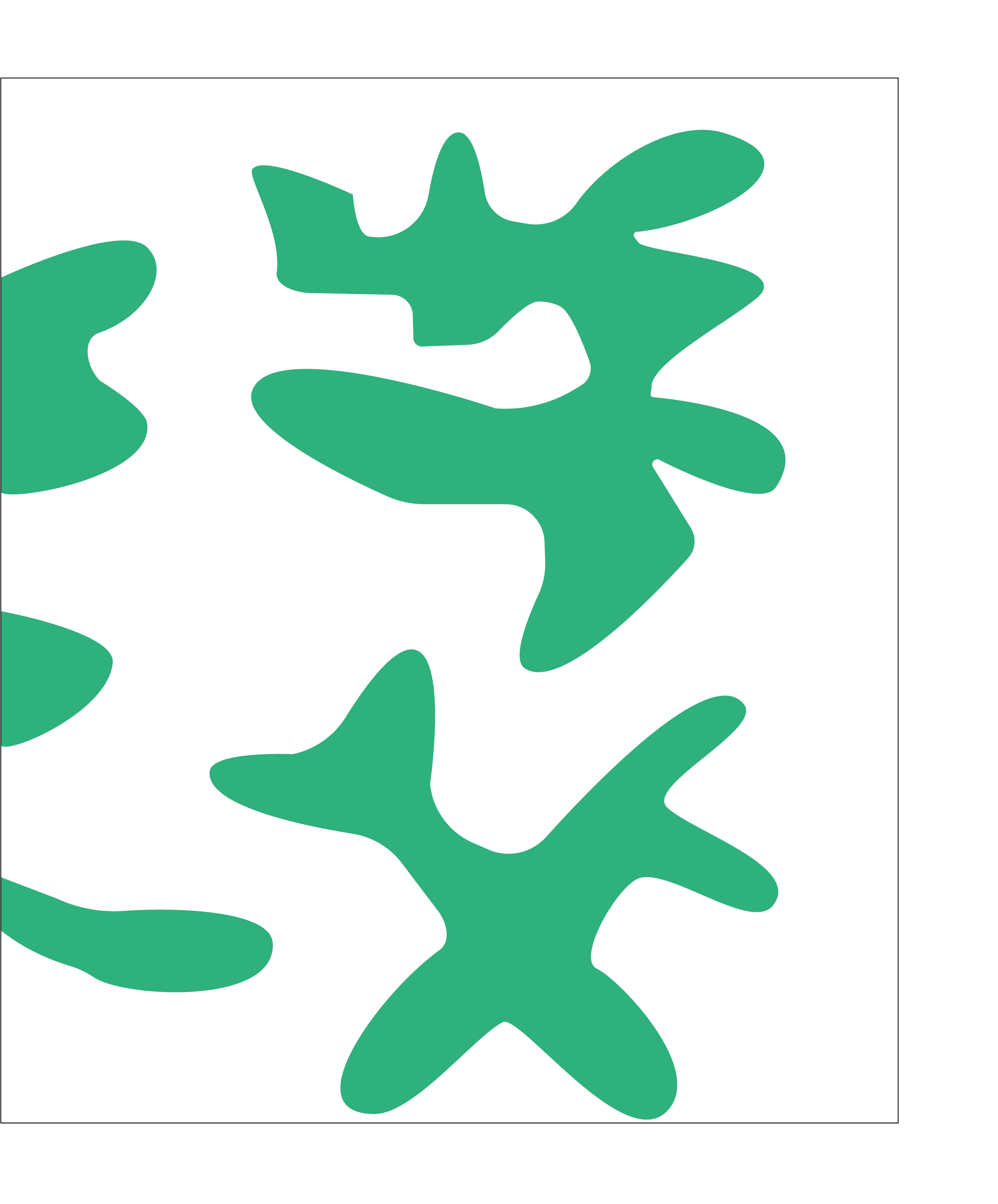
راية هوازن في معركة صفين.
راية ثقيف في معركة صفين.[11]
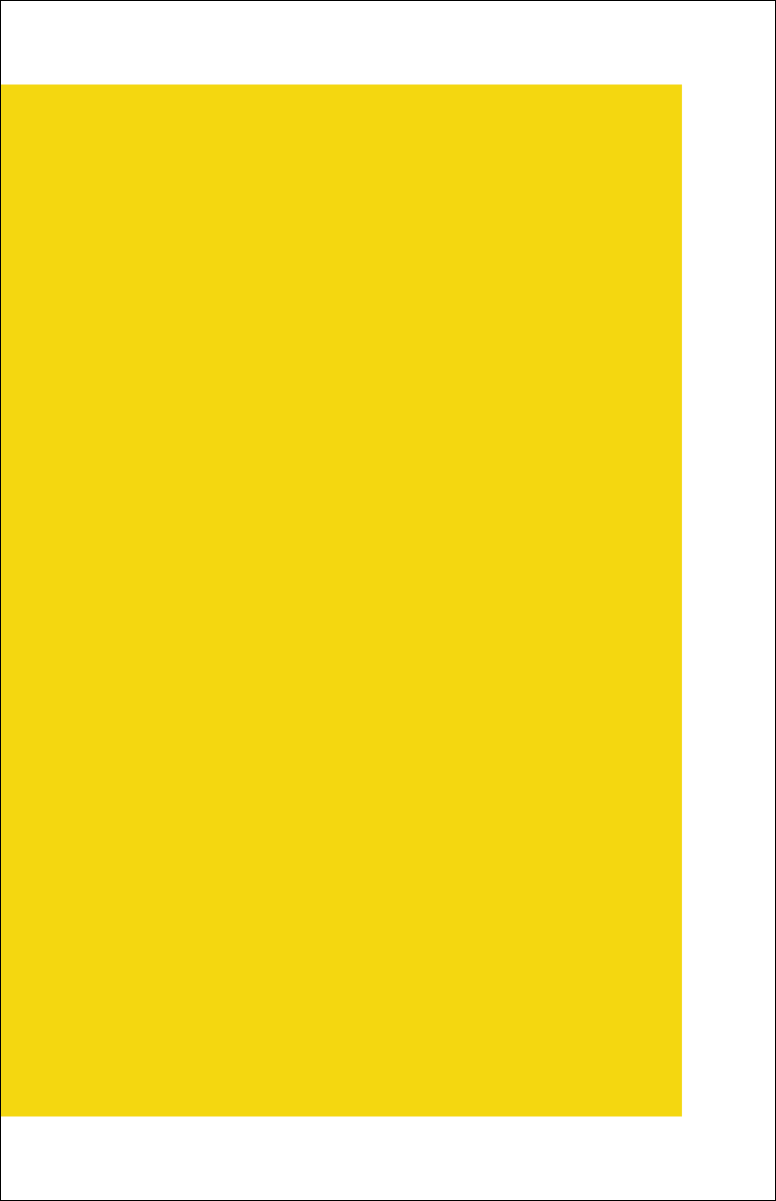
راية الأزد في معركة صفين.
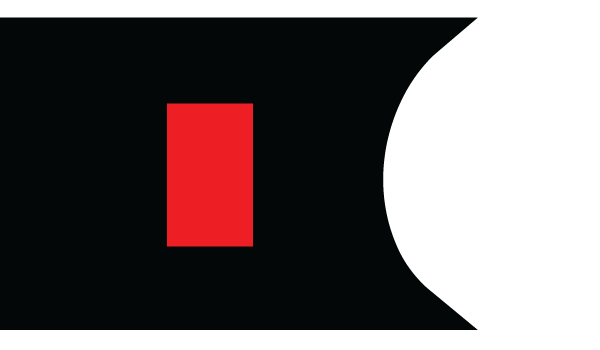
راية بنو يشكر في معركة صفين.
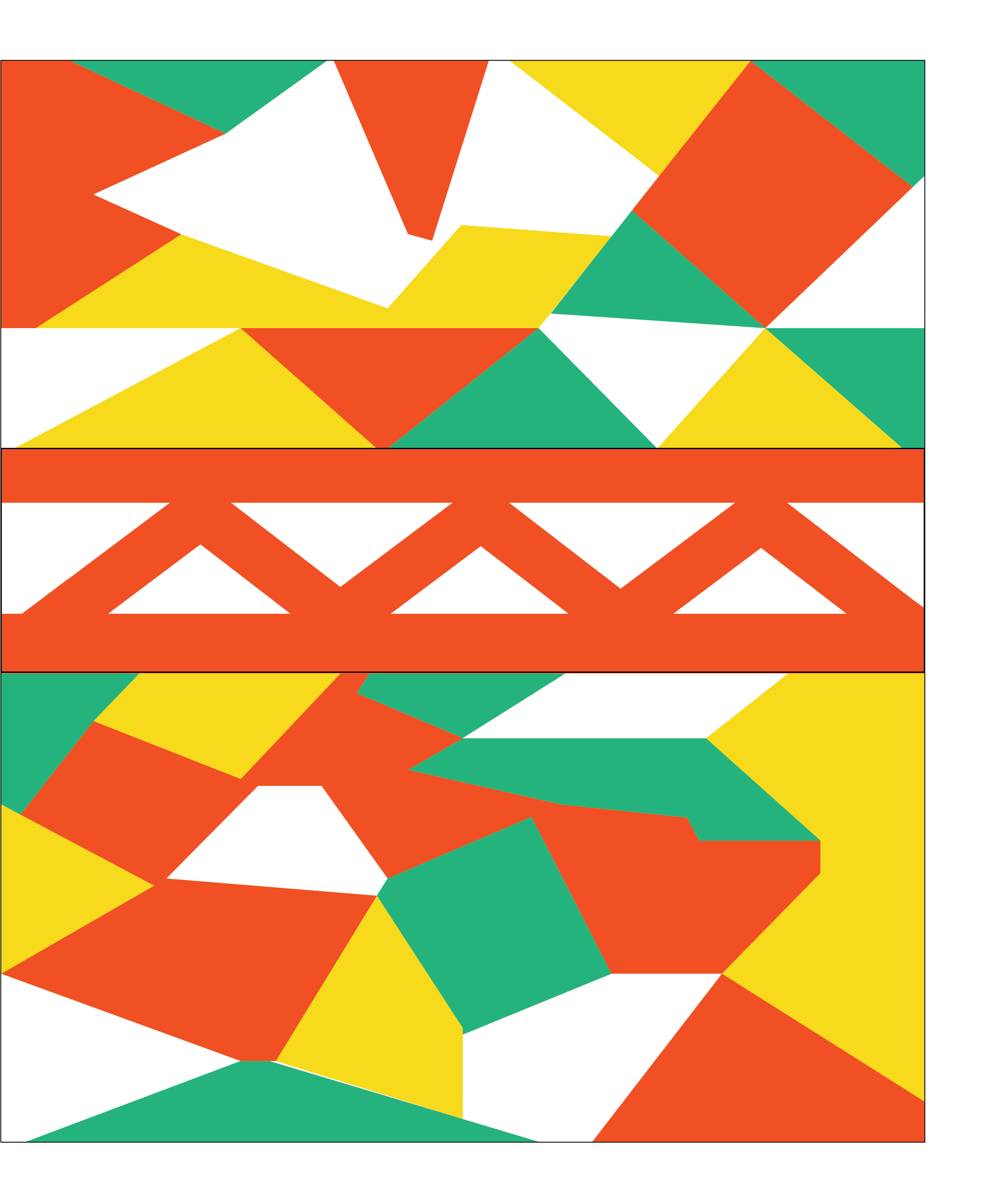
راية همدان في معركة صفين.

## مراحل تطور العلم السعودي
علم أخضر مع كلمة الشهادة لقد تم ربطه بالحركة السلفية منذ القرن الثامن عشر. لقد تم اعتماد هذه الحركة بواسطة آل سعود، وهو الشيء الذي جعل من هذه العائلة بهذه القوة، خصوصاً بعد اقتناع أغلب سكان الجزيرة العربية بدعوة الشيخ محمد بن عبد الوهاب وإتباع المذهب السلفي. وعندما أصبح الملك عبد العزيز بن عبد الرحمن أل سعود ملك نجد في 1902، قد أمر بإضافة سيف للعلم. تصميم العلم لم يكن موحد المقاييس سابقاً في 15 مارس 1973، بالإضافة إلى وجود مساحة بيضاء على يسار العلم. عموماً فإن العلم لم يتغير كثيراً منذ سنة 1938.
مراحل تطور العلم السعودي.

العلم المستخدم منذ 1932 إلى 1934 مع وجود المساحة البيضاء.
العلم المستخدم منذ 1934 إلى 1938 مع وجود المساحة البيضاء.
العلم المستخدم منذ 1938 إلى 1973.

## أعلام تحمل العلم السعودي

### الأعلام والرايات الملكية
عام 1937م 1356هـ قرار مجلس الشورى رقم 50 بشأن العلم الوطني وتخصيص علم للملك وولي عهدة وعلم للجيش العربي السعودي وسلاح الطيران والقوات البحرية والعلم البحري التجاري.
في العام 1973م اعتمد من قبل صاحب الجلالة الملك فيصل العلمين الحالين لملك الملكة العربية السعودية وولي عهدة ويكون علمين خاصين بهما.
- علم الملك يُطابق العلم الوطني في أوصافِه ويُطرَّز في الزاوية الدُنيا مِنه المجاورة لعمود العلم بخيوط حريرية مُذهبة شعار الدولة وهو السيفان المُتقاطِعان تعلوهما نخلة.
- علم ولي العهد يُطابق العلم الوطني في أوصافِه ويُطرَّز في الزاوية الدُنيا مِنه المجاورة لعمود العلم بخيوط من الفضّة شعار الدولة وهو السيفان المُتقاطِعان تعلوهما نخلة.

العلم الملكي لخادم الحرمين الشريفين ملك المملكة العربية السعودية. (نسبة: 2:3)
الراية الملكية راية خضراء يتوسَّطها شعار المملكة مطرز بخيوط ذهبية، (نسبة: 1:1)

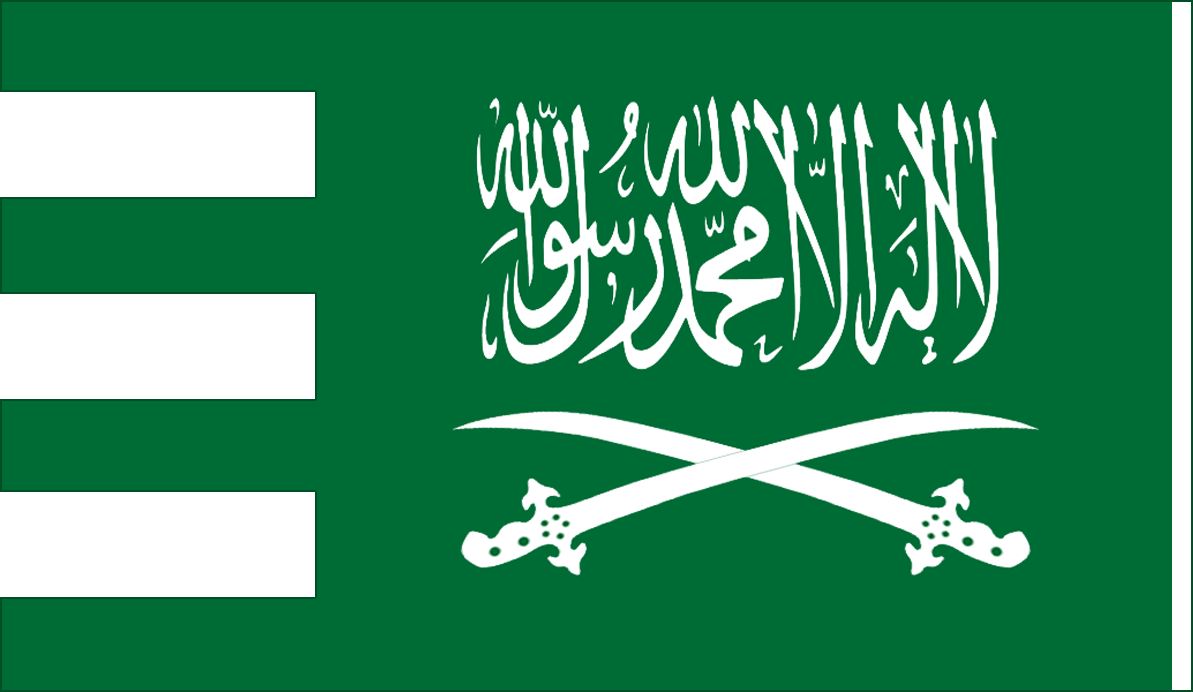
العلم الملكي من 1938 إلى 1964
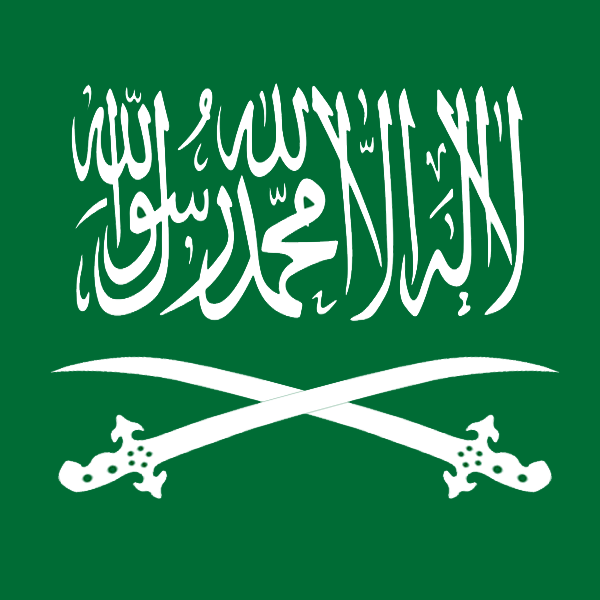
الراية الملكية من 1938 إلى 1964 معدل التناسب (نسبة: 1:1)
العلم الملكي في عهد الملك سعود من 1953 إلى 1964 معدل التناسب (نسبة: 2:3)
الراية الملكية في عهد الملك سعود من 1953 إلى 1964 معدل التناسب (نسبة: 1:1)
العلم الملكي في عهد الملك فيصل من 1964 إلى 1973 (نسبة: 2:3)
الراية الملكية في عهد الملك فيصل من 1964 إلى 1973 (نسبة: 1:1)

### العلم المدني
العلم المدني، يتم استخدامه في التجارة عن طريق المراكب في البحر، وهو علم مكون من مساحة خضراء بداخلها العلم الرسمي ويحد العلم شريط أبيض. والمقياس الملكي هو العلم الرسمي بالإضافة إلى الشعار الملكي للمملكة العربية السعودية، وشعار المملكة فيتألف من سيفين عربيين منحنيين متقاطعين تعلوهما نخلة، ويرمز السيفان للقوة والمنعة والتضحية، أما النخلة فترمز للحيوية والنماء والصبر.

العلم المدني السعودي في الأعلى على الركن الأيمن للعلم، ومعدل التناسب (نسبة: 2:3)

### أعلام القوات العسكرية والأمنية

علم القوات البرية الملكية السعودية (نسبة: 2:3)
علم القوات الجوية الملكية السعودية (نسبة: 2:3)
علم القوات الجوية الملكية السعودية (نسبة: 2:3)
علم القوات البحرية الملكية السعودية (نسبة: 2:3)
Naval Ensign . (نسبة: 12:25)
علم الدفاع الجوي الملكي السعودي (نسبة: 2:3)
علم وزارة الداخلية. (نسبة: 2:3)

## مواضيع ذات صلة
- السعودية.
- آل سعود.

## وصلات خارجية
- علم السعودية من موقع أعلام العالم